# Iisaku (obec)
Obec Iisaku [ísaku] (estonsky Iisaku vald) je bývalá samosprávná obec v estonském kraji Ida-Virumaa. V roce 2017 byla začleněna do obce Alutaguse.

## Sídla
Na území zrušené obce žije téměř 1,5 tisíce obyvatel, z toho téměř dvě třetiny v městečku Iisaku, které bylo administrativním centrem obce, a zbytek v 17 vesnicích Alliku, Imatu, Jõuga, Kasevälja, Kauksi, Koldamäe, Kuru, Lipniku, Lõpe, Pootsiku, Sõrumäe, Sälliku, Taga-Roostoja, Tammetaguse, Tärivere, Vaikla a Varesmetsa.